# ناتاشا همیلتون
ناتاشا همیلتون (انگلیسی: Natasha Hamilton؛ زادهٔ ۱۷ ژوئیهٔ ۱۹۸۲) یک موسیقی‌دان اهل بریتانیا است. وی از سال ۱۹۹۹ میلادی تاکنون مشغول فعالیت بوده‌است.
او عضو گروه اتمیک کیتن است.